# Csapat szabad program szinkronúszás a 2009-es úszó-világbajnokságon
A szinkronúszás csapat szabad programot a 2009-es úszó-világbajnokságon július 24-én és 25-én rendezték meg. Előbb a selejtezőt, másnap a döntőt.

## Érmesek
| Arany | Ezüst | Bronz |
| Oroszország · Anasztaszija Davidova · Natalja Iscsenko · Darja Korobova · Anna Naszekina · Alekszandra Packevics · Szvetlana Romasina · Alla Siskina · Anzselika Tyimanyina | Spanyolország · Ona Carbonell · Raquel Corral · Margalida Crespi · Andrea Fuentes · Thaïs Henríquez · Paula Klamburg · Gemma Mengual · Irina Rodríguez | Kína · Huang Xuechen · Jiang Tingting · Jiang Wenwen · Liu Ou · Luo Xi · Wang Na · Wu Yiwen · Zhang Xiaohuan |

## Eredmény
| Helyezés  | Nemzetiség | Selejtező | Selejtező | Döntő     | Döntő    |
| Helyezés  | Nemzetiség | Pont      | helyezés  | Pont      | Helyezés |
| --------- | ---------- | --------- | --------- | --------- | -------- |
| Aranyérem | RUS        | 99.000    | 1         | 99.167    | 1        |
| Ezüstérem | ESP        | 98.000    | 2         | 98.167    | 2        |
| Bronzérem | CHN        | 97.666    | 3         | 97.167    | 3        |
| 4         | CAN        | 96.000    | 4         | 96.000    | 4        |
| 5         | ITA        | 94.833    | 5         | 95.000    | 5        |
| 6         | JPN        | 93.834    | 6         | 94.000    | 6        |
| 7         | FRA        | 92.000    | 9         | 93.000    | 7        |
| 8         | UKR        | 92.500    | 7         | 92.667    | 8        |
| 9         | USA        | 92.167    | 8         | 91.667    | 9        |
| 10        | PRK        | 88.666    | 10        | 89.667    | 10       |
| 10        | GBR        | 88.167    | 11        | 89.667    | 10       |
| 12        | BRA        | 87.834    | 12        | 88.333    | 12       |
| 16.5      | H09.5      |           |           | 00:55.635 | O        |
| 13        | MEX        | 85.167    | 13        |           |          |
| 13        | BLR        | 85.167    | 13        |           |          |
| 15        | NED        | 84.834    | 15        |           |          |
| 16        | SUI        | 84.334    | 16        |           |          |
| 17        | GER        | 79.833    | 17        |           |          |
| 18        | EGY        | 77.333    | 18        |           |          |